# Axim X3
El Axim X3 era un PDA fabricado por Dell. Contaba con un procesador Intel XScale 400 MHz, además de un slot para tarjetas SD, SDIO, MMC. Contaba con una batería Principal Li-Ion de 950 mA (existía una opcional de 1800mA), Batería de respaldo Ni-MH que permitía mantener los datos en la memoria volátil durante 30 minutos sin la batería principal. Se conectaba a internet conectándose al PC de escritorio via ActiveSync. 
 

La familia X3 seguía al Dell Axim X5, con un tamanño más pequeño, menor peso, y la versión de Windows Mobile 2003. Existió un modelo hi-end que poseía Wi-Fi (el X3i). El X3i, fue el primer PDA basado en Windows Mobile con conexión wireless integrada a $400 U.S. o menos.